# لونية

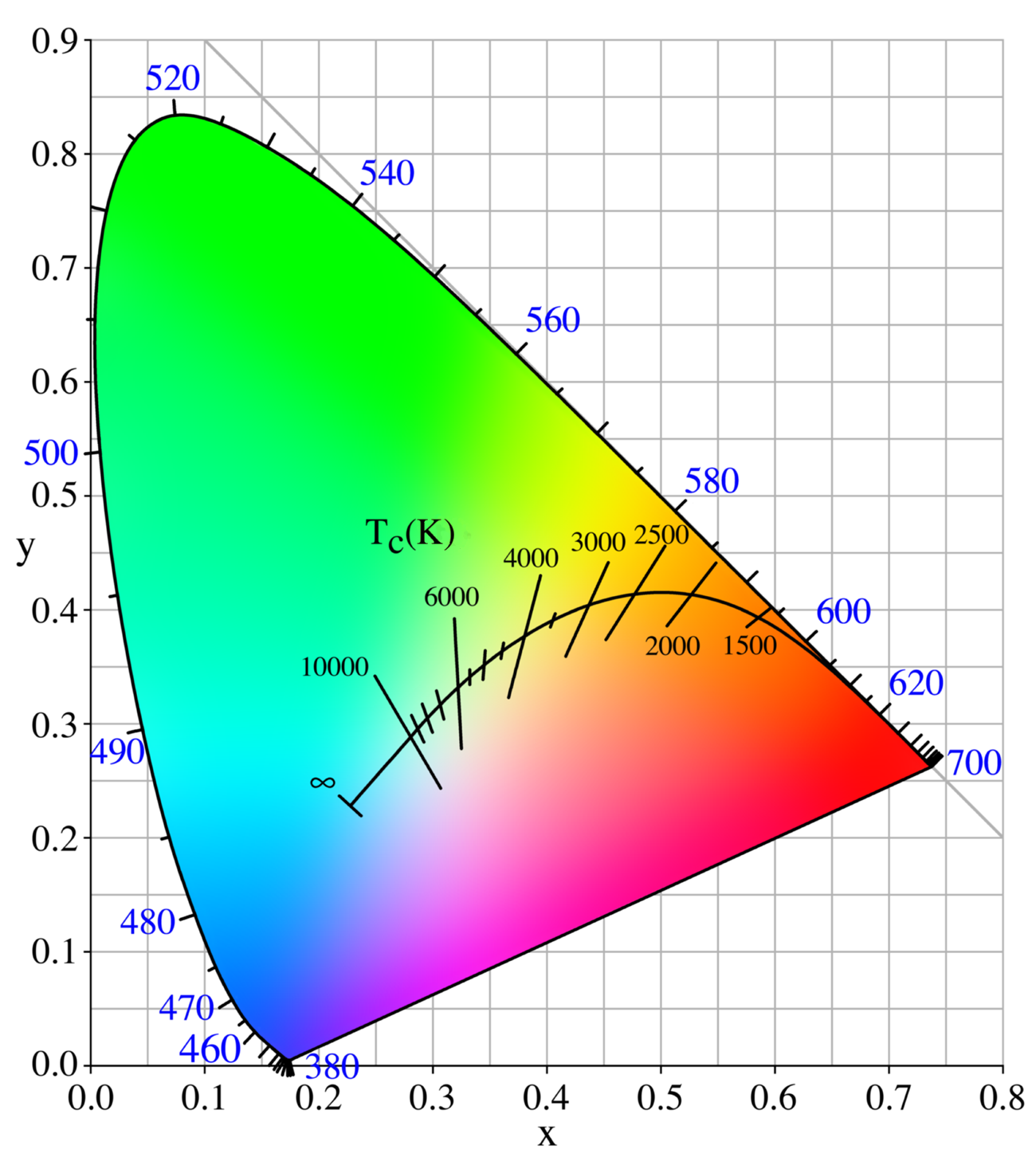
الفضاء اللوني x,y سي آي إي 1931، ويظهر أيضا لونيات المنابع الضوئية للجسم الأسود عند درجات حرارة مختلفة، وخطوط درجة الحرارة اللونية المترابطة الثابتة.

اللونية (بالإنجليزية: Chromaticity)‏ هي صفة لنوعية اللون بغض النظر عن استضوائه، أي كما يحدد بصبغته وتلونه (أو الإشباع، والصفاء، والشدة أو صفاء الإثارة).
في علم اللون، تكون النقطة البيضاء للمضياء أو لجهاز العرض مرجعا حياديا يوصف باللونية، مثلا النقطة البيضاء لجهاز العرض العامل على الفضاء اللوني المعياري ح خ ز هي x,y اللونية [0.3127,0.3290]. يمكن تحديد جميع اللونيات الأخرى مرتبطة بهذه النقطة باستخدام نظام إحداثي قطبي؛ وتكون صبغة اللون مركبة زاوية، والنقاء هي المركبة القطرية، محددة بأعظم نصف قطر لتلك الصبغة.

## في علم اللون
يكافئ النقاء تقريبا لمصطلح «الإشباع» في النموذج اللوني ص ش ق. تستخدم خاصية «صبغة اللون» عموما في نظرية اللون وفي النماذج اللونية المحددة مثل ص ش ق أو ص ش ض، مع أنها أكثر انتظاما في النماذج اللونية مثل مونسل، وCIELAB، وCIECAM02.
بعض الفضاءات اللونية تفصل الأبعاد الثلاثية للون إلى بعد استضواء واحد وزوج من الأبعاد اللونية. مثلا، الإحداثيات اللونية هي a و b في الفضاء اللوني إل آ بيه، و u و v في الفضاء اللوني إل يو في، و x و y في الفضاء اللوني xyY، إلخ. تحدد هذه الأزواج أشعة اللونية في الفضاء الثنائي المتعامد، وهذه مغاير للإحداثيات القطبية -زاوية صبغة اللون والإشباع المستخدمة في الفضاء اللوني ص ش ق.
ومن جهة أخرى بعض الفضاءات اللونية مثل ح خ ز وإكس واي زد لا تفصل اللونية، فالأحداثيات اللونية مثل r و g أو x و y يمكن حسابها بعملية مستقلة عن الكثافة.
الفضاء xyY هو وسط بين الفضاء اللوني سي آي إي 1931 وإحداثياته اللونية xyz، بحيث يحتفظ بالاستضواء Y أو يزداد مع البعدين اللونيين الآخرين.